# Kenkichi Andō
Kenkichi Andō (安藤謙吉?, Andō Kenkichi; Gifu, 3 maggio 1950) è un ex sollevatore giapponese.
Ha gareggiato nella categoria dei pesi gallo (fino a 56 kg) e dei pesi piuma (fino a 60 kg).

## Carriera
Andō ha partecipato a due edizioni dei Giochi olimpici: a Monaco 1972 nei pesi piuma e a Montreal 1976 nei pesi gallo.
Ai Giochi Asiatici di Bangkok 1970 ha vinto la medaglia d'argento nei pesi gallo, dietro all'iraniano Mohammad Nassiri.
Nel 1971 ha vinto la medaglia d'argento ai campionati mondiali di Lima nei pesi piuma con 382,5 kg nel totale su tre prove, battuto dal connazionale Yoshiyuki Miyake (387,5 kg).
Nel 1972 ha partecipato alle Olimpiadi di Monaco, terminando la gara fuori classifica, avendo fallito i tre tentativi di ingresso nella prova di distensione lenta.
È ritornato sul podio di una manifestazione di livello internazionale ai Giochi Asiatici di Teheran 1974, conquistando la medaglia d'oro nei pesi gallo.
In seguito ha preso parte alle Olimpiadi di Montreal 1976, riuscendo a salire sul podio olimpico con la medaglia di bronzo ottenuta sollevando 250 kg. nel totale su due prove, alle spalle del bulgaro Norajr Nurikjan (262,5 kg.) e del polacco Grzegorz Cziura (252,5 kg). La competizione olimpica era valida anche come campionato mondiale.
Nel 1978 ha ottenuto l'ultimo risultato importante, vincendo la medaglia di bronzo nei pesi gallo ai campionati mondiali di Gettysburg con 252,5 kg nel totale.